# Handball-Verbandsliga Bayern 1985/86
Die Handball-Bayernliga 1985/86 wurde unter dem Dach des „Bayerischen Handballverbandes“ (BHV) organisiert und ist die höchste Spielklasse des Landesverbandes Bayern. Die Bayernliga ist nach der Bundesliga, der
 2. Bundesliga und der Handball-Regionalliga eine der vierthöchsten Spielklassen im deutschen Handball.

## Saisonverlauf
Meister der Landesliga Nord wurde das Team des TSV 1861 Zirndorf und Vizemeister der CSG Erlangen. Südgruppenmeister war die ESV Ingolstadt-Ringsee und Vizemeister der Post SV München. Alle vier Clubs waren damit direkt für die Bayernliga 1986/87 qualifiziert. 

Bereich des „Bayer. Handballverbandes“ (BHV)

### Modus
Die in Gruppe Nord und Süd eingeteilte Liga spielte je eine Hin- und Rückrunde. Platz eins jeder Gruppe war Staffelsieger. Die Plätze eins und zwei jeder Gruppe waren Direktaufsteiger in die Bayernliga, daher fanden in dieser Saison auch keine Relegationsspiele statt. Die zwei Letztplatzierten einer jeden Gruppe waren Direktabsteiger.

## Teilnehmer
Nicht mehr dabei waren die Auf- und Absteiger der Vorsaison. Neu dabei waren die Bayernliga-Absteiger
ESV Ingolstadt-Ringsee,

TSV Aichach, TSV Wertingen
und neben dem TSV Simbach weitere Aufsteiger aus den Bezirksligen.